# Catalogue des plantes indigènes des Pyrénées et du Bas-Languedoc
Catalogue des plantes indigènes des Pyrénées et du Bas-Languedoc (abreviado Cat. Pl. Pyrenees) es un libro con ilustraciones y descripciones botánicas que fue escrito por el botánico, pteridólogo y micólogo inglés George Bentham y publicado en París en el año 1826.
Catalogue des plantes indigènes des Pyrénées et du Bas-Languedoc (París, 1826) fue la primera publicación de George Bentham, como resultado de una cuidadosa exploración de los Pirineos en compañía de George Arnott Walker Arnott (1799–1868), después profesor de botánica en la Universidad de Glasgow. Es interesante apreciar que George Bentham adoptó el principio por el que nunca hacía citas de segunda mano.